# Один день Ивана Денисовича (фильм, 1970)
«Оди́н день Ива́на Дени́совича» (англ. One Day in the Life of Ivan Denisovich, норв. En dag i Ivan Denisovitsj' liv) — кинофильм, экранизация одноимённой повести Александра Солженицына.
Фильм вышел в прокат в Швеции в 1970 году, в США в 1971 году.

## Сюжет
Сюжет фильма повторяет сюжет повести Солженицына. Действие происходит в 1951 году. Рассказывается об одном дне лагерной жизни «самого рядового советского лагерника, самого среднего солдата ГУЛАГа, того, на кого всё сыпется», — русского крестьянина и солдата Ивана Шухова. Следование распорядку дня заключённых, осуждённых, в основном, по 58-й статье Уголовного кодекса РСФСР, — от подъёма до отбоя — позволило создать обобщённую картину существования в суровых условиях исправительного-трудового лагеря в северном Казахстане представителей разных слоёв общества от бывших функционеров Коммунистической партии, командиров Красной армии и интеллигентов до простых работяг и рядовых бойцов.

## История создания
Натурные съёмки производились в Норвегии, в условиях, максимально приближённых по суровости к описываемым в произведении Солженицына. Сценарий фильма почти не отклоняется от литературного источника, однако имена персонажей, кроме главного героя, упоминаются редко — поскольку сценарист Рональд Харвуд стремился придать сюжету максимально обобщённый характер.
В Финляндии продюсер Йорн Доннер предпринял попытку допустить фильм к показу в 1972 году, однако Финский совет по классификации фильмов решением 28 февраля 1972 года запретил выпуск, и это решение было подтверждено 25 мая 1972 года Верховным административным судом Финляндии; впервые «Один день Ивана Денисовича» был показан по финскому телевидению только в 1994 году.
В 1972 год был номинирован на премию BAFTA в номинации «Приз Объединённых наций».

## Отзывы
Сам Солженицын впервые смог посмотреть фильм только в 1974 году.
9 марта 1976 года, выступая по французскому телевидению в программе «Les dossiers de l'écran», на вопрос ведущего: …как вы сами, Александр Исаевич, оцениваете экранизацию вашего произведения? — Солженицын ответил:
Я должен сказать, что режиссёры и актёры этого фильма подошли очень честно к задаче, и с большим проникновением, они ведь сами не испытывали этого, не пережили, но смогли угадать это щемящее настроение и смогли передать этот замедленный темп, который наполняет жизнь такого заключённого 10 лет, иногда 25, если, как часто бывает, он не умрёт раньше. Ну, совсем небольшие упрёки можно сделать оформлению, это большей частью там, где западное воображение просто уже не может представить деталей такой жизни. Например, для нашего глаза, для моего или если бы мои друзья могли это видеть, бывшие зэки (увидят ли они когда-нибудь этот фильм?), — для нашего глаза телогрейки слишком чистые, не рваные; потом, почти все актёры, в общем, плотные мужчины, а ведь там в лагере люди на самой грани смерти, у них вваленные щёки, сил уже нет. По фильму, в бараке так тепло, что вот сидит там латыш с голыми ногами, руками, — это невозможно, замёрзнешь. Ну, это мелкие замечания, а в общем я, надо сказать, удивляюсь, как авторы фильма могли так понять и искренней душой попробовали передать западному зрителю наши страдания.